# تایفوید مری (کمیک)
تایفوید مری فیسک (نام ازدواجی: واکر) (به انگلیسی: Typhoid Mary Fisk)، که با نام‌های مری خونین و جهش‌یافته صفر هم شناخته می‌شود، یک شخصیت خیالی ابرشرور در کتاب‌های کمیک آمریکایی منتشر شده توسط مارول کامیکس است. این شخصیت به دست نویسنده ان نوسنتی و طراح جان رومیتا، پسر خلق شده است و برای اولین بار در بی‌باک شماره ۲۵۴ام (مه ۱۹۸۸) معرفی شد. او اغلب به عنوان دشمن شخصیت‌های بی‌باک و ددپول تصویر می‌شود. وی همچنین عضو گروه‌های خلافکارانه‌ای چون آغاز، انجمن جهش‌یافتگان شرور، دست، آغاز سایه و جنبش اقدام زنان است.
جدا از کتاب‌های کامیک، شرکت مارول از مری حصبه‌ای در دیگر کالاهای خود از جمله پوشاک، اسباب‌بازی، ورق بازی، انیمیشن‌های تلویزیونی و بازی‌های رایانه‌ای استفاده کرده است.
یک شخصیت ابرتبهکار به نام تایفوید در فیلم‌های سینمایی بی‌باک (سال ۲۰۰۳) و الکترا (سال ۲۰۰۵) با بازیگری ناتاشا مالته وجود داشت که البته تنها شباهتش به تایفوید مری، شباهت اسمی بود. همچنین آلیس ایو نقش این شخصیت را در فصل دوم سریال مشت آهنین بازی کرده است.